# Мармитако
Мармитако (Мармита в Кантабрия) е испанско рибно ястие, вид яхния консумирана едно време на риболовните кораби по атлантическото крайбрежие на Испания
Днес, това е широко разпространено ястие от придобиващата все по-голяма популярност баска кухня с картофи, лук, домати, чушки и риба тон. Това е и един от най-вкусните и лесни начини за приготвяне на много богатата на полезните ненаситени мазнини риба.
Името „мармитако“ означава буквално „от тенджерата“ и идва от баския език.